# Emirato de Transjordania
El Emirato de Transjordania (en árabe: إمارة شرق الأردن‎, Imārat Sharq al-Urdun, lit. "Emirato al este del río Jordán"), oficialmente conocido como el Amirato de Transjordania, fue un protectorado británico establecido el 11 de abril de 1921.
Después de la derrota otomana en la Primera Guerra Mundial, la región de Transjordania fue ocupada por el Reino Unido, que la habían incluido temporalmente en la ATEO; después de la gran revuelta árabe y la retirada británica en 1919, esta región ganó reconocimiento de facto como parte del Reino Árabe de Siria gobernado por los hachemitas, administrando un área que comprende ampliamente las áreas de los países modernos de Siria y Jordania. Transjordania se convirtió en una tierra de nadie después de la batalla de Maysalun de julio de 1920, durante la cual los británicos en el vecino Mandato de Palestina eligieron evitar "cualquier conexión definida entre ella y Palestina". Abd Allah ibn Husayn entró en la región en noviembre de 1920, trasladándose a Amán el 2 de marzo de 1921; más tarde ese mismo mes se celebró una conferencia con los británicos durante la cual se acordó que Abd Allah ibn Husayn administraría el territorio bajo los auspicios del mandato británico para Palestina con un sistema de gobierno totalmente autónomo. 
La dinastía hachemita gobernó el protectorado, así como el vecino Mandato de Irak y, hasta 1925, el Reino de Hiyaz al sur. El 25 de mayo de 1946, el emirato se convirtió en el "Reino Hachemita de Transjordania", logrando la independencia total el 17 de junio de 1946 cuando de acuerdo con el tratado de Londres se intercambiaron ratificaciones en Amán. 
En 1949, después de la anexión de Cisjordania y unificando así ambas riberas del río Jordán, fue constitucionalmente renombrado como el "Reino Hachemita de Jordania", comúnmente conocido como Jordania.

## Nombre
El prefijo trans- proviene del latín y significa «a través» o más allá, y por lo tanto «Transjordania» se refiere la tierra oriental de más allá del río Jordán. El término equivalente para el lado occidental es Cisjordania, que significa «en este lado del [río] Jordán».